# Кастелли (Буэнос-Айрес)
Кастелли (исп. Castelli) — город в Аргентине в провинции Буэнос-Айрес. Административный центр муниципалитета Кастелли.

## История
В 1856 году правительство провинции Буэнос-Айрес решило создать населённый пункт в устье реки Рио-Саладо, но тогда этот проект не был реализован.
В 1865 году было введено новое административное деление провинции Буэнос-Айрес — в частности, эти места вошли в состав нового муниципалитета Кастелли, получившего название в честь Хуана Хосе Кастелли (одного из основателей независимой Аргентины). В связи с отсутствием крупных населённых пунктов власти нового муниципалитета сначала разместились на ферме Эль-Араса, а потом ещё не раз меняли место пребывания.
В 1883 году в районе железнодорожной станции Тайльяде был основан населённый пункт, получивший название Сентро-Тайльяде. В 1896 году он стал административным центром муниципалитета и был переименован в Кастелли.

## Известные уроженцы
- Мауро Матос (род.1982) — футболист

1. ↑  https://www.castelli.gob.ar/historia/
2. ↑  https://castellidiario.com.ar/algunos-apuntes-de-la-historia-de-castelli-nuestro-lugar-en-el-mundo/